# Circolazione onfalomesenterica
La circolazione onfalomesenterica o vitellina in embriologia  è l'insieme di arterie e vene grazie alle quali, per via di scambi di sangue e sostanze nutritive il nascituro viene nutrito. Essa si manifesta durante la prima fase dello sviluppo dell'embrione durante la gravidanza.

## Sviluppo

### Sviluppo iniziale
Tale circolazione inizia a svilupparsi nel feto dalla seconda settimana della ontogenesi, e continua a formarsi fino al 45º giorno. All'inizio del periodo il cuore appare come un tubo contrattile e si sviluppa sul mesoderma extraembrionale della parete del sacco vitellinoo (nella splacnopleura extraembrionale). Inizialmente si sviluppano delle isole sanguigne, dette isole di Wolff (dotate internamente di cellule con funzioni emopoietiche) che si evolveranno in cordoni vascolari e infine in una rete circolatoria, appunto la circolazione onfalomesenterica (che sarà la base della circolazione intestinale dalla quarta settimana).

### Sviluppo tardivo
La circolazione onfalomesenterica si estenderà in seguito anche sulle pareti della cavità amniotica (sulla somatopleura extraembrionale), formando un primo abbozzo di circolazione embrionale, e infine anche nella membrana. La circolazione vitellina ha una funzione trofica indispensabile per l'apporto di sostanze nutritive del primo sviluppo embrionale, in particolare per la formazione dei foglietti embrionali durante la gastrulazione della terza settimana.